# Корягин, Алексей Александрович
Алексей Александрович Корягин (27 марта 1958) — советский и российский футболист, нападающий, российский футбольный тренер. Известен по работе с женскими командами.

## Биография
Начал заниматься футболом в 1966 году в детской команде Истомкинской фабрики, первый тренер — Анатолий Степанович Костяков. Становился победителем московского областного турнира «Кожаный мяч». Позднее перешёл в ДЮСШ «Знамя» (Ногинск). В детском и юношеском возрасте помимо футбола занимался самбо, стал мастером спорта в этой дисципление. Окончил ГЦОЛИФК.
Во взрослом уровне провёл 4 сезона в соревнованиях профессионалов (мастеров) за «Знамя труда» (Орехово-Зуево) и «Автомобилист» (Ногинск) и более 20 лет играл за любительские клубы Подмосковья. Чемпион России среди любительских команд 1993 года в составе «Автомобилиста».
В середине 1990-х годов начал тренерскую карьеру, сначала как детский тренер, ассистент и тренер любительских команд. Несколько раз исполнял обязанности главного тренера «Автомобилиста» в ПФЛ. В 2005 году возглавил женскую команду «Надежда» (Ногинск) и в том же сезоне привёл её к бронзовым медалям чемпионата России. В 2007 году со студенческой женской сборной России стал серебряным призёром Универсиады в Бангкоке, также тренировал команду на следующей Универсиаде (в Белграде). Одновременно работал с «Приалитом», «Химками» и снова с «Надеждой». В 2009 году входил в тренерский штаб воронежской «Энергии», ставшей призёром чемпионата России, а в нескольких матчах исполнял обязанности главного тренера. Позднее тренировал клубы «ШВСМ-Измайлово» и «Зоркий», в том числе с красногорским клубом работал в чемпионском сезоне 2012/13. Во второй половине 2010-х годов работал с одной из сильнейших любительских команд Москвы «Спарта-Свиблово», с которой становился победителем Первого и Второго дивизионов России.
Выступал в соревнованиях ветеранов.